# テオドール・フォンターネ

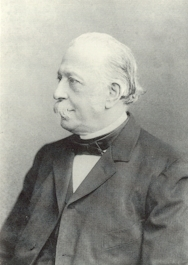
テオドール・フォンターネ

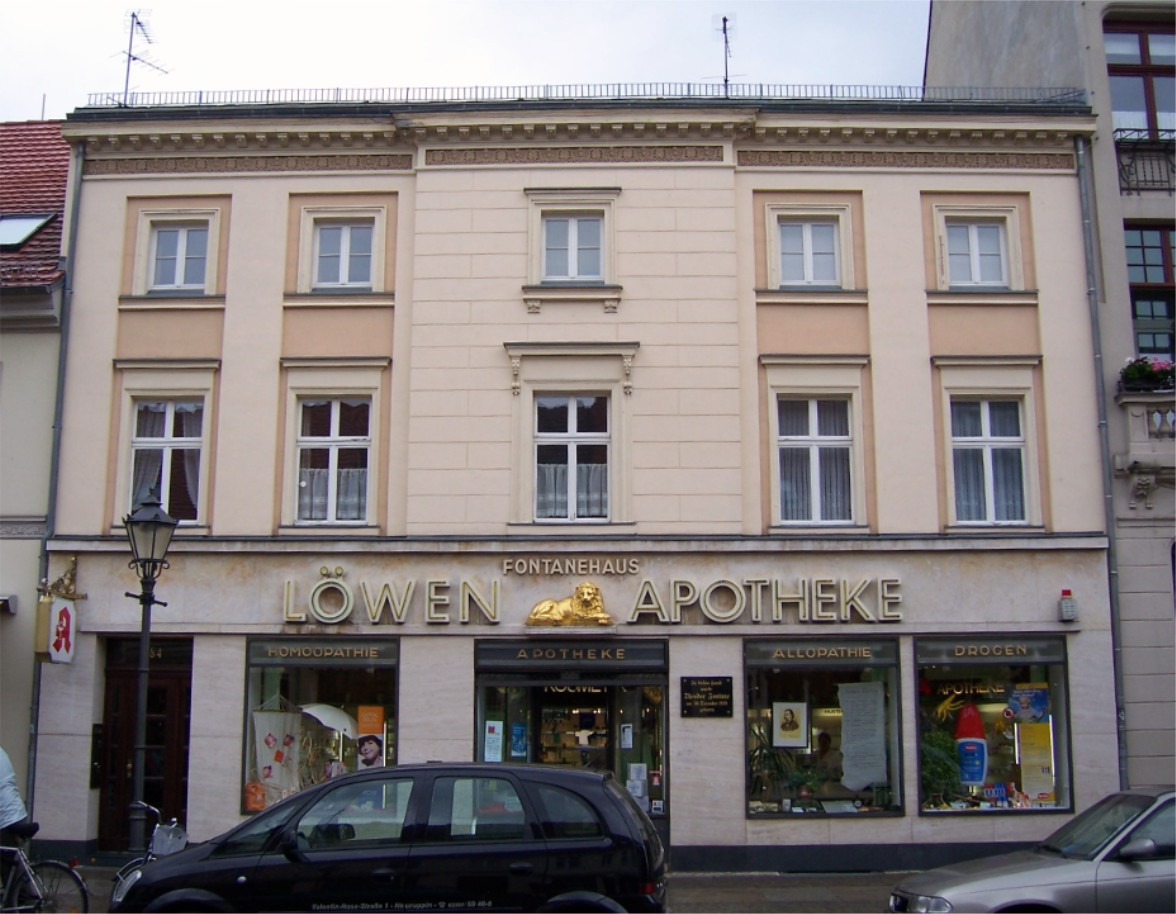
ノイルッピンのフォンターネの生家

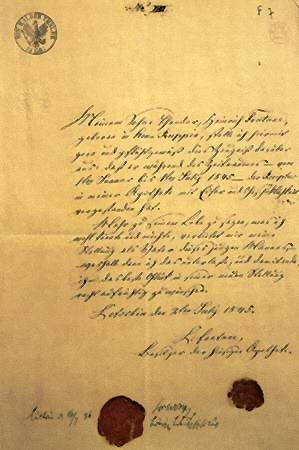
1845年、父による身元保証書

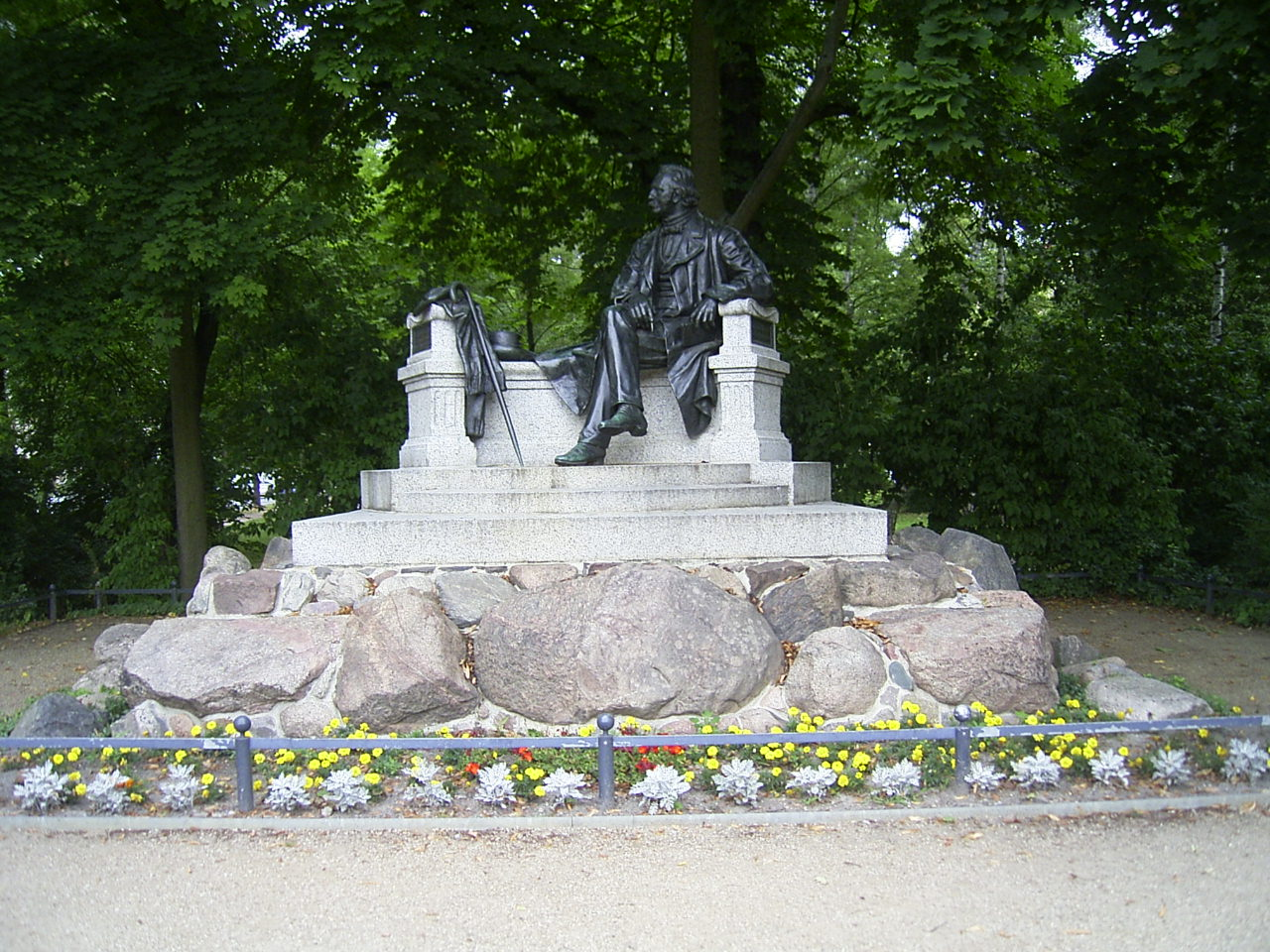
ノイルッピンにある記念碑

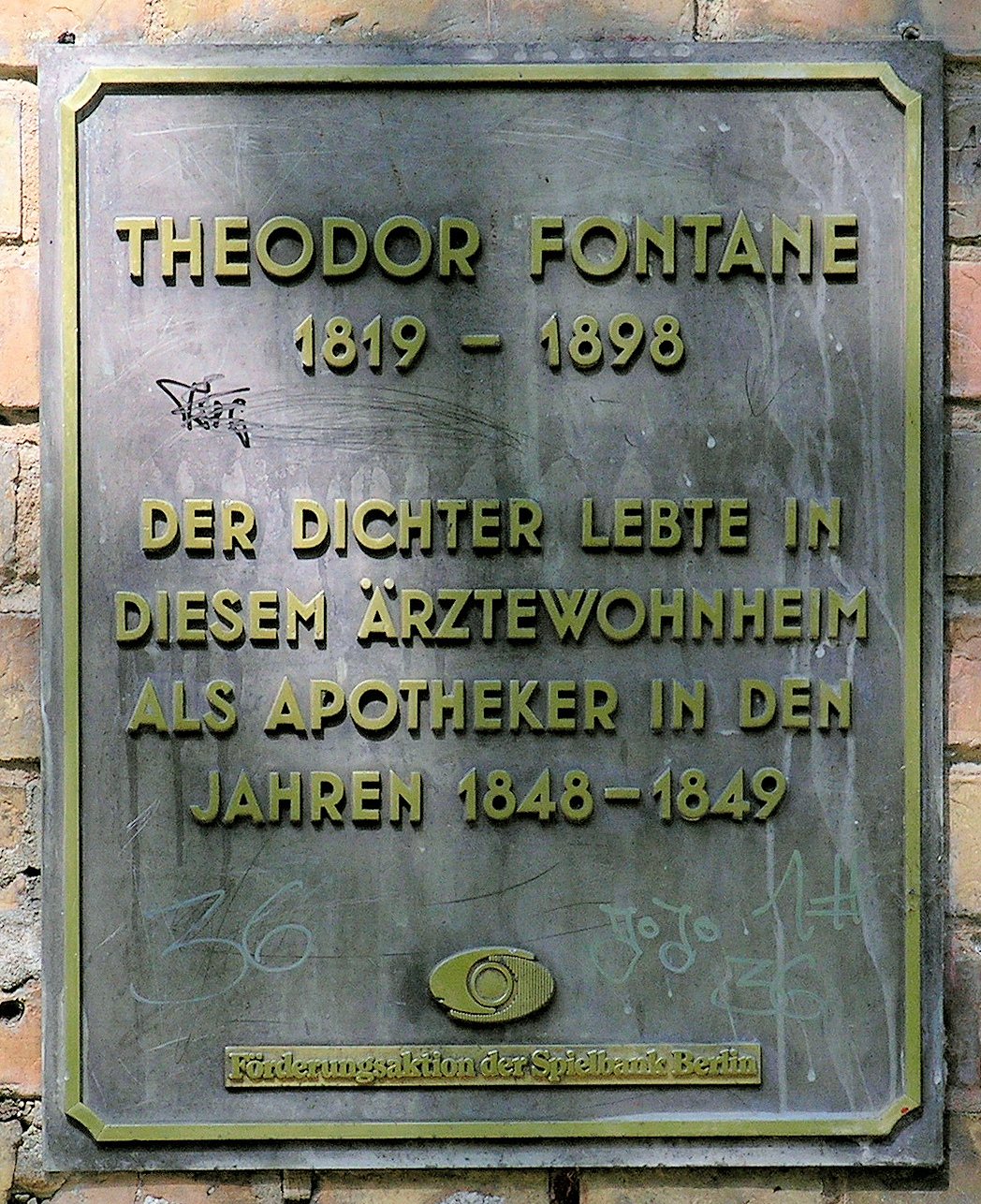
ベルリンの旧宅にある記念碑

ハインリヒ・テオドール・フォンターネ（Theodor Fontane, 1819年12月30日 ノイルッピン Neuruppin（現在ブランデンブルク州） - 1898年9月20日 ベルリン）は、ドイツの著作家（小説家、詩人）で薬剤師。19世紀ドイツ文学の詩的リアリズムを代表するもっとも重要な作家と見なされている。

## 生涯
テオドール・フォンターネは、ユグノーの末裔の薬剤師ルイ・アンリ・フォンターネの息子として1819年12月30日ノイルッピンに生まれ、翌1820年1月27日に洗礼を受けた。
祖父はピエール・バルテルミー・フォンターネといい、画家のかたわら音楽教師をしていたが、のちにプロイセン王妃ルイーゼの秘書官になった人物である。祖父がこの地位を得たのは、王妃がイエナ・アウエルシュタットの戦いに敗北してケーニヒスベルクに逃れた後のことで、ピエール・バルテルミー・フォンターネは1806年にシェーンハウゼン城の城代(Kastellan)になった。
テオドール・フォンターネは7歳になるまでノイルッピンで暮らした。しかし、父が博打の借金のために街の中心地にあった薬局を売却し、借金返済後にスヴィネミュンデ（シフィノウイシチェ）に小さな薬局を開いたので、家族はブランデンブルク州のノイルッピンを去った。
1832年から1833年までフォンターネはノイルッピンのフリードリヒ・ヴィルヘルム・ギムナジウムに通い、そののちベルリンにあるカール・フリードリヒ・クレーデンの実務学校に入学した。1834年に彼は父の異母兄弟にあたる叔父アウグストのところに移り、1835年に後の妻エミーリエ・ルアーネ＝クマーとはじめて出逢った。
1836年に実務学校での教育を終え、薬剤師の修業を始める。1839年、フォンターネは最初の短編小説『姉妹愛』(Geschwisterliebe)を発表した。この年、彼は修業を終え、1840年秋からマクデブルクで薬局助手として働く。彼の最初の詩はこの時期に書かれた。
1841年、フォンターネはチフスに罹るが、レッチンにいる両親のもとで回復し、再び薬局助手としてライプツィヒ、ドレスデンで勤務したのち、最終的にレッチンの父の薬局で働く。1843年にベルンハルト・フォン・レーペルから文学サークル「シュプレー・トンネル」に誘われ、1844年から65年まで同会の同人となった。1844年4月1日から翌45年3月31日まで皇帝フランツ護衛兵第二歩兵連隊で彼は1年志願の兵役を務め、伍長の階級になって正規に務めを終えた。この頃、彼は学校時代の友人ヘルマン・シェルツの誘いで、はじめてイギリスに2週間の旅行をした。
この年、フォンターネは父の薬局の従業員として一時期働いたあと、ベルリンのユリウス・エドゥアルト・シュラハト博士のポーランド薬局(Polnische Apotheke)に移り、12月8日にエミーリエ・ルアーネ＝クマーと婚約した。1847年3月、彼は上級薬剤師の認定を受けた。翌1848年、（その間にゲオルゲ教会広場の薬局「Zum Schwarzen Adler」に就職していた）彼は、革命派としてベルリンでの暴動に参加して闘った。この時期、彼はドイツ民主主義中央委員会の機関紙「ベルリン新聞ホール」(Berliner Zeitungs-Halle)に過激な文章を4本寄稿している。
彼はその後ベルリンのバターニエン病院に勤務し、そこで二人のディアコニッセ（奉仕女）を養成した。
1849年9月30日、フォンターネは薬剤師としての仕事を完全に辞めて、自由な文筆家として活動し続けようと決意した。まず、民主主義急進派の「ドレスデン新聞」に政治的文章がいくつか発表され、同年、彼の最初の書籍『男たちと英雄たち 8編のプロイセンの歌』が出版された。1850年、彼はエミーリエ・ルアーネ＝クマーと結婚し、ベルリンのアパートに二人で暮らはじめた。が、テオドール・フォンターネに定職がなかったため、当初は二人の生活は経済的に苦しいものだった。しかし翌年、彼は政府の情報局本部に採用された。1852年、彼は情報局特派員としてロンドンに行き、そして、1855年から59年までそこで暮らした。この時期、彼は『イギリス通信』という特派員報告を書き、ラファエル前派という芸術運動をドイツの幅広い読者層にはじめて紹介することになった。
プロイセン王室が政権交替したことによって、フォンターネは今後プロイセンが自由化することを見込んで、ロンドンでの特派員報告を終えて帰国した。ところが編集者としての職は見つからず、彼は紀行文学に専念した。19世紀の中頃、まだ当時はごくわずかな人間しか旅行ができなかったため、旅行記はまさにブームだった。当時、東洋やヨーロッパの他の地域への旅行や、それに伴う冒険や危険に関する記事や書籍が大衆に特に注目をされていたのである。フォンターネの最初の紀行文、たとえば『記念堂庭園』（かつてプロイセン皇太子フリードリヒの庭園だった）など、故郷ノイルッピンに関する紀行文が「クロイツ新聞」(新プロイセン新聞)に掲載された。そして、1861年、これらの紀行記に歴史やさまざまな物語が追加されて『ルッピン伯爵領』という小さな本が出版され、翌年の第2版では『マルク・ブランデンブルク周遊記』とさらにタイトルが追加された。フォンターネは、死の間際までこの『マルク・ブランデンブルク周遊記』第1巻に手を加え、部分的にノイルッピン時代の隣人であった商人アレクサンダー・ゲンツの協力も得ながら増補し、最終的にこの巻は5版を数えた。この「周遊記」には、まだ他に3巻と、彼の生前には出版されなかった死後公刊の原稿が含まれている。「周遊記」の仕事が、彼の晩年の叙事文学の創作活動の素地を形作ったのである。
1851年にテオドール・フォンターネとエミーリエの間に最初の子供ゲオルクが生まれた(1887年虫垂炎のためベルリンのリヒターフェルデで亡くなった)。この年、フォンターネは、オットー・フォン・ビスマルクが設立者グループに属していた、敬虔主義に基づく保守反動的な「新プロイセン新聞」(クロイツ新聞)の編集部に採用された。
ゲオルクに続く三人の息子は生まれてまもなく死亡していた。6人目の子どもは彼の唯一の娘で、名前をマルタといい、メータと呼ばれていた。1864年に最後の息子が誕生し、フリードリヒと名付けた。同年、フォンターネはコペンハーゲンに旅行し、第二次シュレースヴィヒ＝ホルシュタイン戦争について書いた。
1870年からフォンターネは演劇批評を始める。同じ年、彼は休暇をとり、普仏戦争のさなかの戦場パリを見物する。フランスで彼はスパイの容疑で逮捕されるものの、ビスマルクが彼のために抗議し、釈放された。1874年から76年まで、フォンターネは妻と二人でオーストリア、イタリア、スイスなど方々を旅行してまわった。

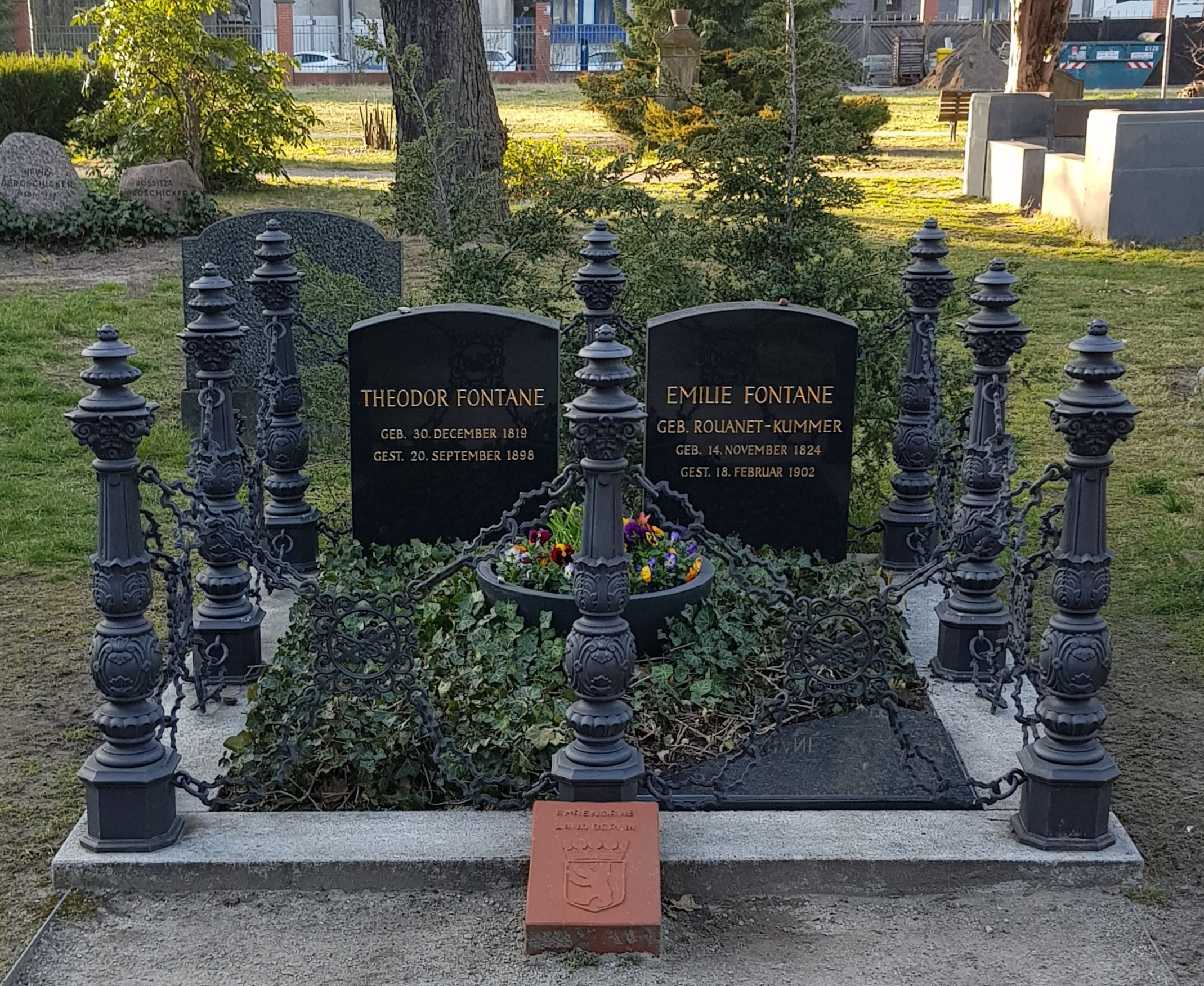
テオドール・フォンターネの墓 (2022)

これらの旅を終えて、彼はもう新聞には書かないと決心した。その代わりに、彼は再び自由な作家として生活しようと考えたのである。それ以来、彼は、1892年に重度の脳虚血になるまで、数多くの作品を書いた。病の後も、医者は、病を紛らわすために幼年期の回想を書くように彼に勧めた。フォンターネはそれに従い、『エフィ・ブリースト』とさらに2編の長篇小説、および自伝『20歳から30歳まで』を完結させるまでに回復した。
1898年9月20日彼はベルリンで亡くなった。彼はベルリン・ミッテ区のフランス人共同体第2墓地に共同体の一員として埋葬された。彼の墓は区画B-35/36-16/17にある。20世紀前半にはフォンターネ賞があった。

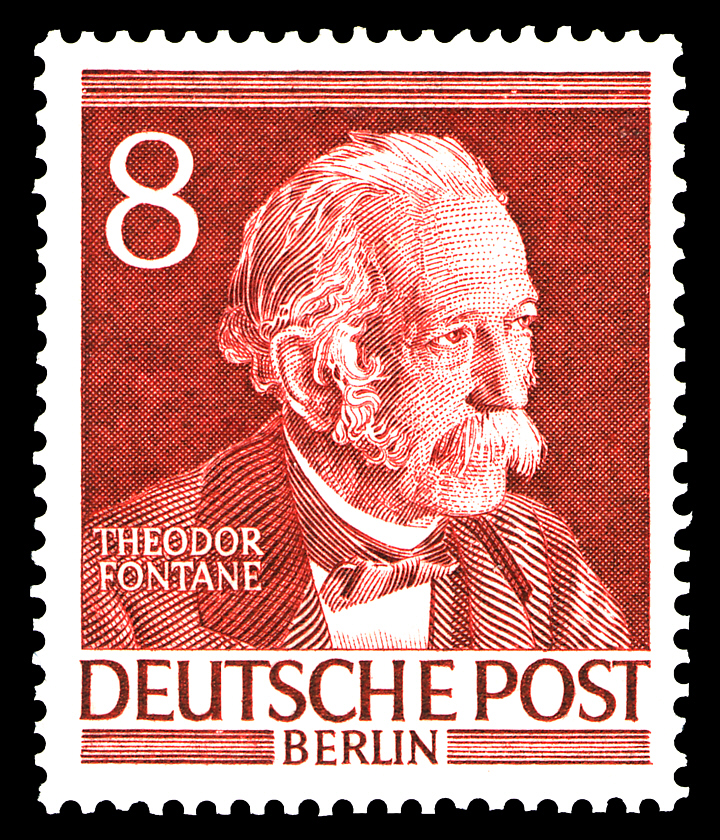
切手 (1952) 「ベルリンの歴史の男たち」シリーズ

この作家を讃えて、2003年にはじめて紹介された、シュテヒリン湖にしか棲息しない魚、シュテヒリン・マスにCoregonus fontanaeという学名が与えられた。

## 作品について
フォンターネはドイツにおける詩的リアリズムを代表する傑出した作家と見なされている。作品ではフォンターネは、登場人物の容姿やその環境、そしてとりわけその言葉遣いを精緻に描き、それぞれの登場人物の性格を上手く特徴付けることに成功している。フォンターネの作品に典型的なのが、閉鎖的なサークルでよく交わされる会話（雑談とも言う）で、例えば、会食などで、人々が社交場の慣習に従いながらも、本当の興味を、（しばしば自分の意に反して）暴露してしまうような場面である。フォンターネは個々の人物の批判を通して、間接的に社会批判を行っているのである。フォンターネの作品の全知の語り手の文体で顕著なのは、彼のアイロニカルなユーモアで、彼は『リアリズムの構成要素としての浄化の概念』(1889年)でグスタフ・フライタークの『先祖代々』を批評するなかで、ユーモアをリアリズムの「最善の方法」と呼んでいる。

## 作品
テオドール・フォンターネは文学作品以外にも、（とくに「クロイツ新聞」で）ジャーナリストとしても執筆活動を行っていた。また、1842年にシェークスピアの『ハムレット』を翻訳した。それ以外にも戯曲、詩、伝記、戦記や、手紙、日記、演劇批評、新聞記事および政策文書などがある。
彼の主要な小説の大部分は彼が60歳以降になって書かれたものであり、作中の登場人物たちが抱える生の葛藤に対して、批判的でありながらも愛情にあふれた距離感を示している。長篇小説、短編小説いずれも、三人称の全知の語り手によって語られている。しかしながら、対話などで登場人物が語る場面では、物語のテクニックとして一人称小説的要素（主人公の視点による物語）も見られる。

### 長編小説、中・短編小説、それ以外の散文作品

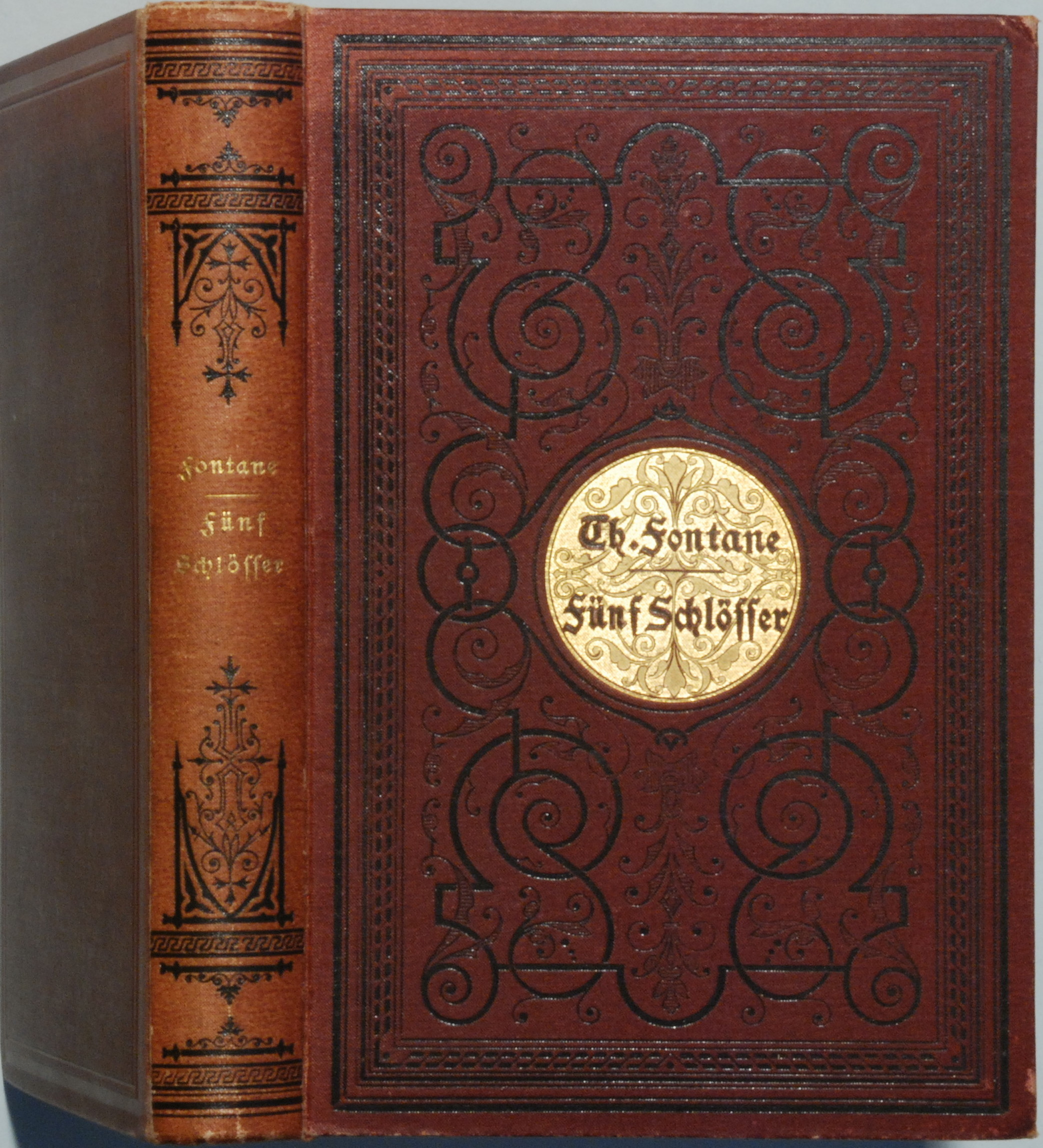
『五つの城』初版

- 1844–59: Wanderungen durch England und Schottland イングランドとスコットランド紀行 (3度のイギリス旅行と滞在記)
- 1860: Jenseit des Tweed 『ツイード川の向こう』 (スコットランド紀行記)
- 1862–88: Wanderungen durch die Mark Brandenburg マルク・ブランデンブルク周遊記
  - Band 1: Die Grafschaft Ruppin  第1巻 ルッピン伯爵領
  - Band 2: Das Oderland 第2巻 オーダーラント
  - Band 3: Havelland 第3巻 ハーフェル地方
  - Band 4: Spreeland 第4巻 シュプレー地方
  - Band 5: Fünf Schlösser (1881–1888) 第5巻 5つの城
- 1866: Der Schleswig-Holsteinsche Krieg im Jahre 1864 1864年のシュレースヴィヒ＝ホルシュタイン戦争
- 1873: Der Krieg gegen Frankreich 1870–71  対仏戦争 1870−71年 (二部構成の戦争報告)
- 1878: Vor dem Sturm 嵐の前 (歴史小説)
- 1879: Grete Minde グレーテ・ミンデ (アルトマルク地方の年代記をもとにした短編小説)
- 1881: Ellernklipp エレーンクリップ (ハルツの教会本をもとにした犯罪小説)
- 1882: L'Adultera 不貞の女 (短編小説)
- 1883: Schach von Wuthenow. Erzählung aus der Zeit des Regiments Gensdarmes シャッハ・フォン・ヴーテノー (歴史小説)
- 1884: Graf Petöfy ペテフィ伯爵 (長編小説)
- 1885: Christian Friedrich Scherenberg und das litterarische Berlin von 1840 bis 1860 クリスティアン・フリードリヒ・シェレンベルクと1840年から1860の文学的ベルリン
- 1883–85: Unterm Birnbaum 梨の木の下 (犯罪小説)
- 1887: Cécile セシル (長編小説)
- 1888: Irrungen, Wirrungen 迷いともつれ (長編小説)
- 1890: Stine シュティーネ (長編小説)
- 1890: Quitt クヴィト (長編小説)
- 1891: Unwiederbringlich とりかえしのつかぬこと (長編小説)
- 1892: Frau Jenny Treibel oder „Wo sich Herz zum Herzen find't“ イェニー・トライベル夫人 (長編小説)
- 1894: Meine Kinderjahre わたしの幼年時代 (自伝)
- 1894/95: Effi Briest エフィ・ブリースト  (二部構成の長編小説, 1989年度後期のNHKドイツ語講座に採用されたことで有名。)
- 1896: Die Poggenpuhls  ポッゲンプール家 (長編小説)
- 1898: Der Stechlin シュテヒリン湖 (長編小説)
- 1898: Von Zwanzig bis Dreißig 20歳から30歳まで (自伝)
- 1906: Mathilde Möhring マティルデ・メーリング (未刊、死後公刊)

### 日本語訳
- 『罪なき罪 : エフィ・ブリースト』上・下、加藤一郎訳、岩波文庫、岩波書店、1941年、1942年、ISBN 4-00-324681-0, 4-00-324682-9
- 『北の海辺』立川洋三訳、晶文社、1998
- 『迷誤あれば』立川洋三訳、三修社、1997
- 『セシールの秋』立川洋三訳、三修社、1996
- 『シュテヒリン湖』立川洋三訳、白水社、1984
- 『新集.世界の文学12　フォンターネ』　中央公論社、1972
  - 「悪魔の美貌」小川超訳、「つくられた微笑」福田宏年訳、「罪のかなた」辻瑆訳

### バラッドおよび詩
フォンターネは250編以上の詩を書いており、なかにはバラッドや格言詩などもある。これらに含まれるのが、次のものなどである。
- Archibald Douglas (1854)　アーチボルド・ダグラス
- Das Trauerspiel von Afghanistan (1857), アフガニスタンの悲劇 (第一次アフガン戦争でのエルフィンストン将軍の退却について)
- Gorm Grymme (1864)　ゴルム・グリンメ
- Barbara Allen (1875) バーバラ・アレン
- Die Brück’ am Tay (1880) テイ川の橋
- John Maynard (1885) ジョン・メイナード
- Herr von Ribbeck auf Ribbeck im Havelland (1889) リベックじいさんのなしの木[3]